# Popisovač

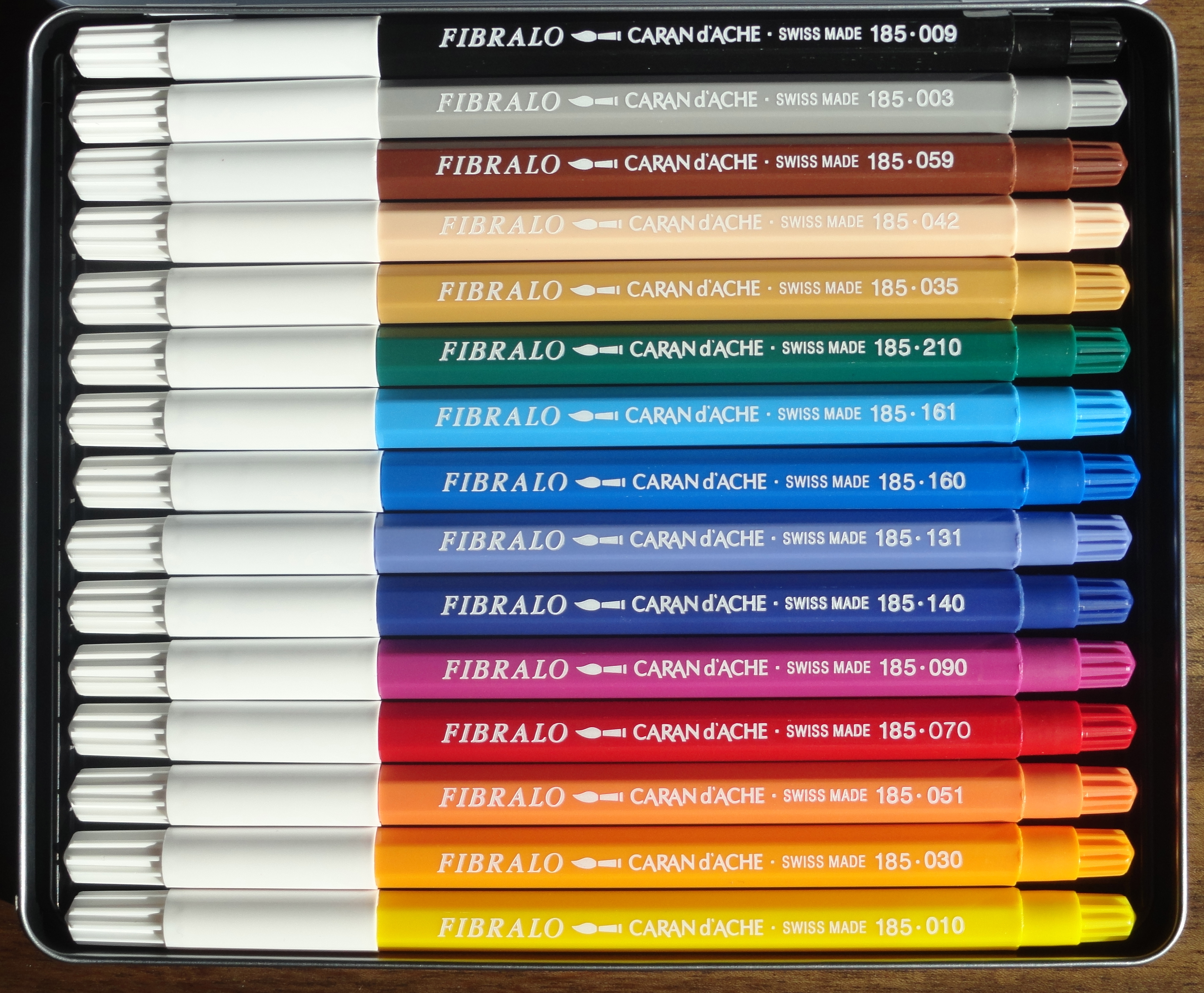
Balení barevných fixů (od výrobce Caran d'Ache).

Popisovač (hovorově též fix, fixa, fixka) je druh psací potřeby, která slouží pro psaní, kreslení, označování či další nejen kreativní činnosti. Fixa se skládá z těla fixy (plast, kov, sklo), které slouží jako zdroj barvy. Bývá v něm buď jádro, které obsahuje savý materiál, který zadržuje inkoust, nebo je duté a obsahuje samotnou barvu či inkoust a míchací kuličky. Na konci těla je špička neboli hrot, který je většinou vyroben z porézních vláken stlačených dohromady (vyrobených například z plsti).
Hrot je buď přímo nalisován na tělo, nebo je umístěn do hlavy popisovače. Hlava je přidělaná na tělo buď napevno, nebo je odnímatelná.
- V případě klasického popisovače s jádrem se hrot se dotýká jádra fixy a tím z něho gravitačně natahuje inkoust.
- V případě dutého popisovače je mezi tělem a hlavou s hrotem umístěn speciální ventil s pružinkou, který pouští barvu pouze pokud se uživatel opře o hrot, který ventil otevře a pouští barvu do špičky - známé také jako pumpovací popisovače.

Aby se zabránilo vyschnutí, mají popisovače odnímatelné víčko, a v některých případech obsahují bezpečnostní víčko, které při náhodném spolknutí zabrání udušení.

## Využití
Popisovače lze dle jejich vlastností možné použít nejen na papír, ale také na kov, dřevo, sklo, porcelán, kůži, keramiku, kámen, plast a mnoho dalších materiálů. Jejich použití je tak univerzální, jak jen si člověk dokáže představit. Fixy pro děti, pro studenty, umělce (krasopis, ilustrace), restaurace, autobazary, modeláře, kutily či úředníky.

## Škála
- Popisovače se vyrábí v různých objemech a barevných odstínech a vyrábí se také prázdné k naplnění dle vlastní volby.
- Vyrábí se v tloušťkách od linerů 0,05mm až po široké 60mm popisovače.
- Na trhu jsou k dispozici i oboustranné popisovače, kdy na každé straně mají jinou velikost hrotu, tzv. twinmarkers.
- Popisovače jsou buď na jedno použití, nebo se vyrábí znovunaplnitelné a mají vyměnitelné hroty. Některé značky tak mají možnost až 50x znovunaplnění při správné údržbě, a tím se omezuje plýtvání materiálem.

## Hroty
Popisovače mají různé typy hrotů.
- Základní plstěné – propouští standardní množství barvy
- Plstěné kaligrafické, zkosené, různě vyřezané – speciální stopa při psaní
- Plstěné vysocepropustné – propouští větší množství barvy
- Speciální jemné štětcové – velice elastické a pružné pro dynamické linky
- Plastové duté - většinou tenké hroty, kdy barva protéká středem hrotu na jeho špičku
- Plstěné s plastovou dutou špičkou zalisovanou v kovu – většinou tenké hroty
- Plastové špičky zalisované v kovu – většinou tenké hroty na linerech

## Báze
Popisovače obsahují inkousty a barvy na různých bázích.
Známé báze: akrylové, alkoholové, olejové, křídové, speciální, vodní báze, UV-flourescentní.
- Akrylové popisovače často již neobsahují žádné toxické látky, a proto jsou bezpečné i na bodypainting. Tyto popisovače bývají na vodní bázi, a přesto jsou permanentní a mají dobrou odolnost proti ultrafialovému záření. Lze je použít téměř na všechny povrchy.
- Alkoholové popisovače (tzv. lihovky) obsahují rozpouštědla, které je udržují v kapalné podobě. Do začátku devadesátých let se k tomuto účelu používal toluen, popřípadě xylen. Od toho se však ustoupilo, neboť tyto látky škodí zdraví.[2] Tyto fixy jsou permanentní, a v některých případech je při práci s nimi potřeba obezřetnost. Lze je použít téměř na všechny povrchy.
- Křídové popisovače obsahují speciální barvu, která při použití na lesklých nesavých površích lze snadno smýt mokrým hadříkem. Používají se všude tam, kde se často mění popisy - autobazary, restaurace, kavárny.
- Popisovače na vodní bázi jsou ideální na papír či malířské plátno, a nejsou permanentní. Některé bývají vyrobené z inkoustu na bázi potravinářských barviv, a tímto jsou vhodné pro děti, nebo pro osoby citlivé na alkoholové fixy, kdy odpadá nepříjemná bolest hlavy. Jejich výhoda je také, že jdou snadno vyprat.
- UV-fluorescentní popisovače obsahují v podstatě barvu ze zvýrazňovače. Dají se použít nejen jako zvýrazňovač, ale také jaké doplněk na umělecká díla, kdy se dá využít efektu při nasvícení UV světlem. Obsahují také neviditelnou modrou, která je vidět právě pouze pod UV světlem, a používá se také na bezpečnostní označování.

## Typy barev
Popisovače se také dají třidit podle typu barvy: neviditelné, průhledné, kryvé, archivní, metalické, chromové superlesklé a další.
- Neviditelná barva je speciální barva, která po aplikaci reaguje na UV záření - to znamená že se objeví až po několika hodinách - v závislosti na světle.
- Průhledná barva může byt jak alkoholová tak vodní báze, ale po nanesení nemá plnou kryvost, vhodná na tónování, kolorování.
- Kryvá barva může byt jak alkoholová tak vodní báze, ale po nanesení je vysoce kryvá a je neprůhedná. Velice využívaná je bílá.
- Archivní barva je permanentní pigmentovaný archivní nebo také matriční inkoust, který je po zaschnutí odolný vodě a chemii a také nebledne.
- Metalická barva obsahuje metalickou barvu, což je barva, která obsahuje malé kovové částice, a po nanesení má metalický vzhled.
- Chromová superlesklá barva je na alkoholové bázi, a je to vysoce pigmentovaná speciální barva která ma velkou kryvost, je permanentní, má dobrou odolnost proti UV záření, a je vysoce odolná proti poškrábání a otěru (s porovnáním s běžnými produkty).

### Původ slova FIXA
Původ slova fixa pochází z minulosti, kdy firma Koh-i-noor Hardtmuth vyráběla popisovače řady Centrofix, a jeho zkrácené verze „fix, fixa, fixka“ zdomácněly.

## Historie popisovače

### 1910
První značkovací popisovač s plstěným hrotem si patentoval Lee Newman z Wisconsinu, kdy patent podal 7.12.1908 a patentován byl 11.1.1910.

### 1925
Dne 26.9.1925 si podal žádost o patent Benjamin Paskach z Nebrasky k tzv. plnicímu štětci (fountain paintbrush), a tento byl patentován 28.9.1926.

### 1952
Popisovače ovšem začaly být populární až díky Sidney N. Rosenthalovi z New Yorku a jeho značce Magic Marker v roce 1952. Byla to skleněná nádoba naplněná inkoustem a vybavená hrotem, poskytovala chytrý způsob psaní na všechny možné povrchy. Značku Magic Marker uvedla jeho společnost Speedry Chemical Products of Richmond Hill – přejmenována v roce 1966 na Magic Marker Corporation. Sidney si užíval vynalézání nových vychytávek, o kterém svědčí podané a schválené patenty z let 1944/1947 – Fountain Pen, 1948/1951 Marking Pen a patent na Marking Device z roku 1953/1955.

### 1958–1964
Následovaly další firmy.
- Carter’s Ink Company (založeno v roce 1858 v Bostonu, jako The William Carter Company) v roce 1958 přišli se svým Marks-A-Lot. V roce 1962 dokonce došlo k soudu, kdy Speedry Chemical Products žaloval Carter's Ink Co,[10] protože spolu jednali o spolupráci která nakonec nedopadla, a tak Carter’s Ink Company začal vyrábět svoje popisovače. Žaloba byla ale zamítnuta.
- Papermate (založeno v roce 1940 v Illinois, jako The Frawley Pen Company) uvedli na trh popisovače El Marko.
- Japonský Pentel (založen v roce 1946 v Tokiu, jako Japan Stationery Limited) který přišel se svým popisovačem Sign Pen v roce 1963.

Samozřejmě nebyly to jen tyto firmy, ale třeba také značka Cushman & Denison se proslavila svými produkty, kdy v roce 1951 představila plnitelné popisovače Flo-Master. Jejich inkoust byl značně používán v sedmdesátých letech při začátcích graffiti v New Yorku, protože psali v podstatě po všech površích, byly totiž nejen barevné ale odolné. Díky vysokému obsahu olova byla po letech výroba inkoustu Flo-Master ukončena. Slovo Flomaster však zůstalo v mnoha zemích jako synonymum v podstatě pro jakýkoliv popisovač.
V dubnu roku 1953 přišel na trh popisovač značky Magic Ink (firma Teranishi Chemical Industry Co., založena v roce 1916 v Osace), jakožto první popisovač na olejové bázi v Japonsku. První prezident firmy se zajímal o psací potřeby, a tak se inspiroval právě firmou Speedry Sidneyho Rosenthala. Po uvedení se tento popisovač moc neprodávala, ale v roce 1957 ho proslavili umělci Nagasaki Batten Nakasaki a Kiyoshi Yamashita a prodeje se rozjeli. Magic Ink se prodává dodnes. V roce 2008 firma obdržela za Magic Ink ocenění Good Design Long Life Design Award.
Je potřeba taky zmínit vyhlášenou značku Sharpie od Sanford Ink Company (založeno v roce 1857 v Massachusetts jako Sanford Manufacturing Co.). V roce 1964 byl představen permanentní černý fix Sharpie Fine Point, který se stává jako prvním permanentním fixem ve tvaru pera.

## Současnost
V současnosti díky rozmachu technologií existuje nespočetně producentů popisovačů, a také jejich využití. Přes základní použití pro kreslení na papír, pro technické kreslení, kreativní činnosti jako lettering, graffiti, až po speciální industriální značkování.